# Battaglia di Rawa
La battaglia di Rawa (scritta anche Rava, Rava Rus'ka, Rawa-Ruska o Rava-Ruska) fu uno scontro combattuto durante la fase iniziale della prima guerra mondiale.
Il combattimento vide contrapposte dal 3 all'11 settembre 1914 le truppe russe a quelle austro-ungariche. I russi ebbero la meglio e obbligarono i loro nemici a ritirarsi fino ai Carpazi. La battaglia fu una parte di una serie di battaglie comunemente nota come battaglia di Galizia.
La 4ª armata austro-ungarica, comandata dal generale Moritz Auffenberg von Komarów, dopo aver vinto a Komarów, fu inviata verso sud per supportare la 3ª armata, comandata dal generale Rudolf von Brudermann, che aveva subito molte perdite. Questo spostamento creò un varco tra la 1ª armata, guidata da Viktor Dankl von Krasnik, e la 4ª armata austro-ungarica, che fu prontamente sfruttato dalla 3ª armata russa, agli ordini di Nikolaj Ruzskij.
Nei pressi di Rava-Rus'ka, nell'odierna Ucraina occidentale, nove divisioni austro-ungariche si scontrarono con altrettante divisioni russe. Le unità comandate da Auffenberg riuscirono a mala pena a evitare l'accerchiamento, pagando il prezzo di una lunga ritirata e una grande perdita di uomini ed equipaggiamento.
A supporto della 4ª armata comandata da Auffeneberg era posto anche il XIV Corpo d'armata sotto il comando dell'arciduca Giuseppe Ferdinando che includeva la 8. Infanterietruppendivision e la 3. Infanterietruppendivision di cui facevano parte i reggimenti di Kaiserjaeger. Circa la metà dei soldati dei reggimenti Kaiserjaeger erano di nazionalità italiana e friulana e provenivano dal Trentino e dal Friuli. Le perdite dei reparti impegnati nella battaglia furono molto alte. In uno scontro che si svolse il 7 settembre 1914 a tra Hujcze e Zaborcze il 2º reggimento Kaiserjaeger venne quasi interamente distrutto. Questo rese possibile al resto delle truppe di completare la ritirata. Il comandante del 2° Kaiserjaeger Alexander Brosch Edler von Aarenau cadde sul campo di battaglia e venne insignito della medaglia d'oro.

## Conseguenze
La Galizia orientale, con la capitale Leopoli, finì sotto l'occupazione russa. Gli austro-ungarici, sulla difensiva, dovettero ripiegare sul San.
Rava-Rus'ka sarà riconquistata dagli Imperi Centrali il 21 giugno 1915 durante l'offensiva di Gorlice-Tarnów.
Per la sconfitta venne incolpato Auffenberg, sebbene fosse stato il generale Franz Conrad von Hötzendorf ad ordinare di correre in aiuto verso la 3ª armata. Rava Rus'ka fu successivamente riconquistata dagli Imperi centrali il 21 giugno 1915.